# Ball of Fire
Ball of Fire is een Amerikaanse filmkomedie uit 1941 onder regie van Howard Hawks. De film werd destijds in Nederland uitgebracht onder de titel Acht professoren en een meisje.

## Verhaal
De vriend van variétéartieste Sugarpuss O'Shea is een gezochte misdadiger. De politie achtervolgt haar, omdat ze tegen haar vriend moet getuigen. Ze verschuilt zich in een huis, waar acht hoogleraren werken aan een encyclopedie.

## Rolverdeling
| Acteur           | Personage               |
| ---------------- | ----------------------- |
| Gary Cooper      | Professor Bertram Potts |
| Barbara Stanwyck | Sugarpuss O'Shea        |
| Oskar Homolka    | Professor Gurkakoff     |
| Henry Travers    | Professor Jerome        |
| Szoke Szakáll    | Professor Magenbruch    |
| Tully Marshall   | Professor Robinson      |
| Leonid Kinskey   | Professor Quintana      |
| Richard Haydn    | Professor Oddly         |
| Aubrey Mather    | Professor Peagram       |
| Dana Andrews     | Joe Lilac               |
| Dan Duryea       | Hertog Pastrami         |